# ポリマ号

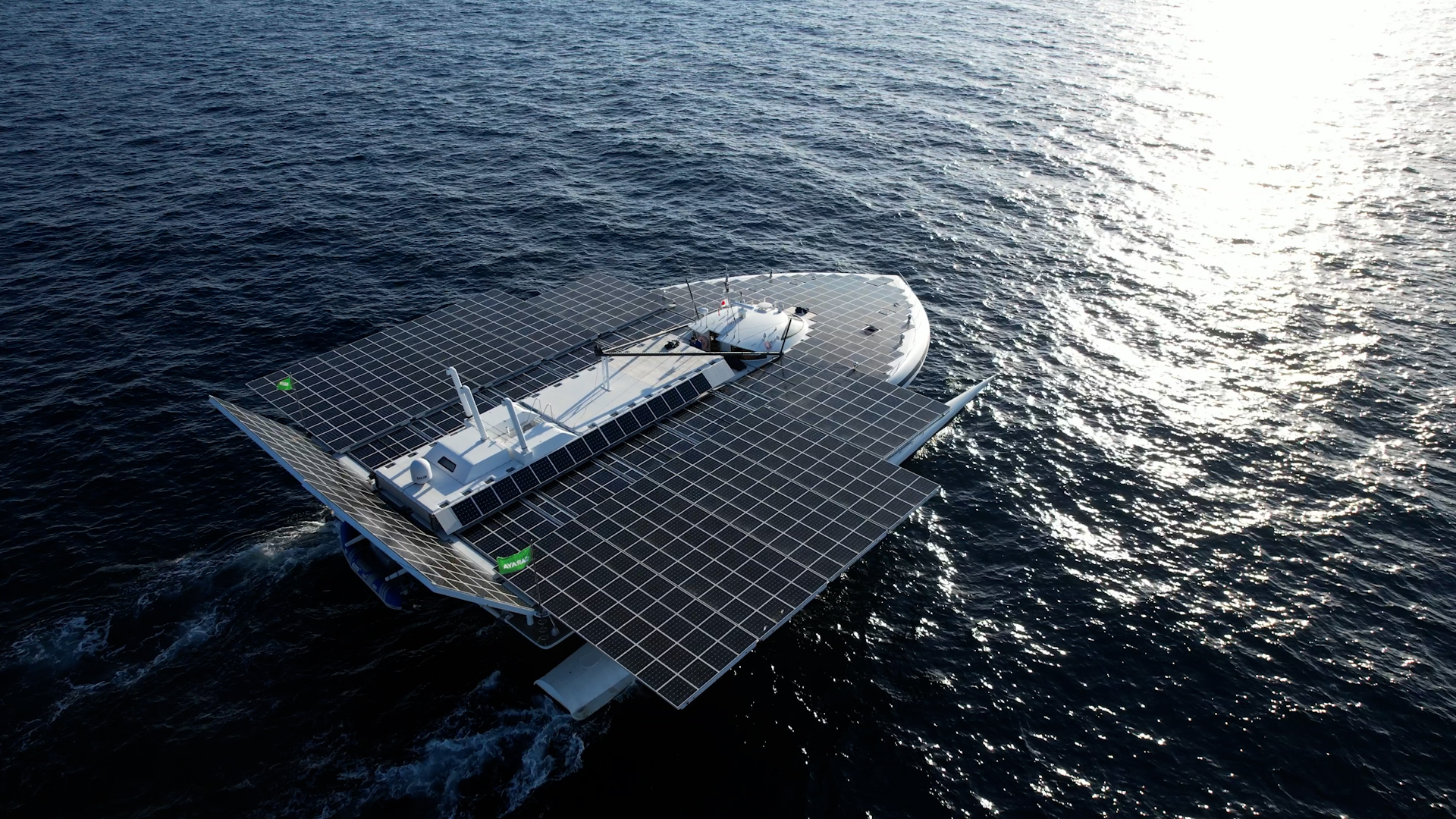
ポリマ号

ポリマ号（ポリマごう、Porrima）は、スイスのポリマ財団が所有する自然動力船。2025年日本国際博覧会（大阪・関西万博）スペシャルサポーターに任命されている。

## 船歴
ポリマ号は風力、太陽光、水素エネルギーといった再生可能エネルギーだけで航行する完全自走型の大型双胴船である。「ポリマ(Porrima)」は古代ローマの未来の神の名前に由来している。
旧名は「レース・フォー・ウォーター号」でスイスのレース・フォー・ウォーター財団の所有船として、2017年から海洋プラスチック汚染に関する調査や啓発を行っていた。2020年東京オリンピックを前に日本に寄港したが、新型コロナウイルス感染症の世界的流行の影響でスイスのポリマ財団に所有権が移った。
2022年3月には2025年日本国際博覧会（大阪・関西万博）のスペシャルサポーターに任命された。このときポリマ号は大阪を出港して世界一周の航海を開始しており、2025年日本国際博覧会協会から2020年ドバイ国際博覧会（新型コロナウイルス感染症の世界的流行の影響で開催時期が延期されていた）に向けたメッセージを届ける役割を果たした。
2025年日本国際博覧会（大阪・関西万博）開催期間中に大阪に帰還する計画だったが、2023年8月1日になりムンバイ沖で座礁して航行不能になっていると報じられた。ポリマ号は2022年8月にモロッコで大規模改装を行った後、パナマ運河を通過して米国本土やハワイに寄港して世界一周を行ってから大阪に向かう予定だった。しかし、2022年3月にドバイ国際博覧会に到着後、同年8月にインドを出港してモルディブに向かっていたところ座礁したという。